# Malishka, Vayots Dzor
Malishka là một đô thị thuộc tỉnh Vayots Dzor, Armenia. Dân số ước tính năm 2011 là 5324 người.